# Wahlenbergia congesta
Wahlenbergia congesta är en klockväxtart som först beskrevs av Thomas Frederic Cheeseman, och fick sitt nu gällande namn av Nicholas Edward Brown. Wahlenbergia congesta ingår i släktet Wahlenbergia och familjen klockväxter.

## Underarter
Arten delas in i följande underarter:
- W. c. congesta
- W. c. haastii